# 小酸模
小酸模（学名：Rumex acetosella），蓼科多年生草本植物。原生於歐亞大陸，被廣泛引入到北半球其餘區域。